# Daphniphyllum celebense
Daphniphyllum celebense är en tvåhjärtbladig växtart som beskrevs av K.Rosenthal. Daphniphyllum celebense ingår i släktet Daphniphyllum och familjen Daphniphyllaceae. Inga underarter finns listade i Catalogue of Life.